# Gitta Mallasz
Dans le nom hongrois Mallász Gitta, le nom de famille précède le prénom, mais cet article utilise l’ordre habituel en français Gitta Mallász, où le prénom précède le nom.
Margit Eugénia Mallász dite Gitta Mallász ou en France Gitta Mallasz (épouse Walder), née le 21 juin 1907 à Laibach (Carniole, Autriche-Hongrie) et décédée le 25 mai 1992 à Tartaras (commune d'Ampuis), s'est fait connaître par la publication du livre Dialogues avec l'ange dont elle se disait être le « scribe » et non « l'auteur ».

## Biographie
Margit Eugénia (Gitta) Mallász est née en 1907 dans une famille austro-hongroise. Son père était officier de l'armée hongroise et sa mère autrichienne. Après le traité de Trianon, son père est affecté à Budapest où, adolescente, elle apprend le hongrois et fréquente l’école des arts décoratifs où elle se lie d’amitié avec une autre étudiante, Hanna Dallos. 
Très douée pour la natation, elle intègre en 1929 l'équipe nationale hongroise et obtient la médaille de bronze du 4 × 100 m nage libre aux Championnats d'Europe de natation 1931 à Paris ainsi que d'autres médailles dans ce sport. Elle fait ainsi connaissance de Lili Strausz, professeur d’expression corporelle et de relaxation, qui pratique aussi le massage. 
Par la suite, Gitta Mallasz reprend le dessin, renoue avec Hanna Dallos et travaille dans l’atelier que celle-ci dirige avec son mari Joseph Kreutzer, concepteur de  meubles, rue Szabó Ilonka (aujourd'hui rue Ilona) au-dessous du Bastion des pêcheurs à Budapest. Elle y est graphiste, principalement pour le tourisme et la publicité. L’antisémitisme sévissant à Budapest, c’est elle, l’ex-championne et par ailleurs chrétienne, qui ramène les commandes qu’Hanna et Joseph, juifs, ne peuvent plus solliciter.

### 1939-1944
La Seconde Guerre mondiale éclate. L’atmosphère devient lourde et angoissante. Hanna et Joseph Kreutzer louent une petite maison dans les environs de Budapest, réduisent leurs activités pour se consacrer à l’essentiel. Gitta Mallasz et Lili Strausz les rejoignent et les quatre jeunes gens discutent souvent le soir de leur situation dans cet environnement hostile, à la recherche du sens de leurs existences. 

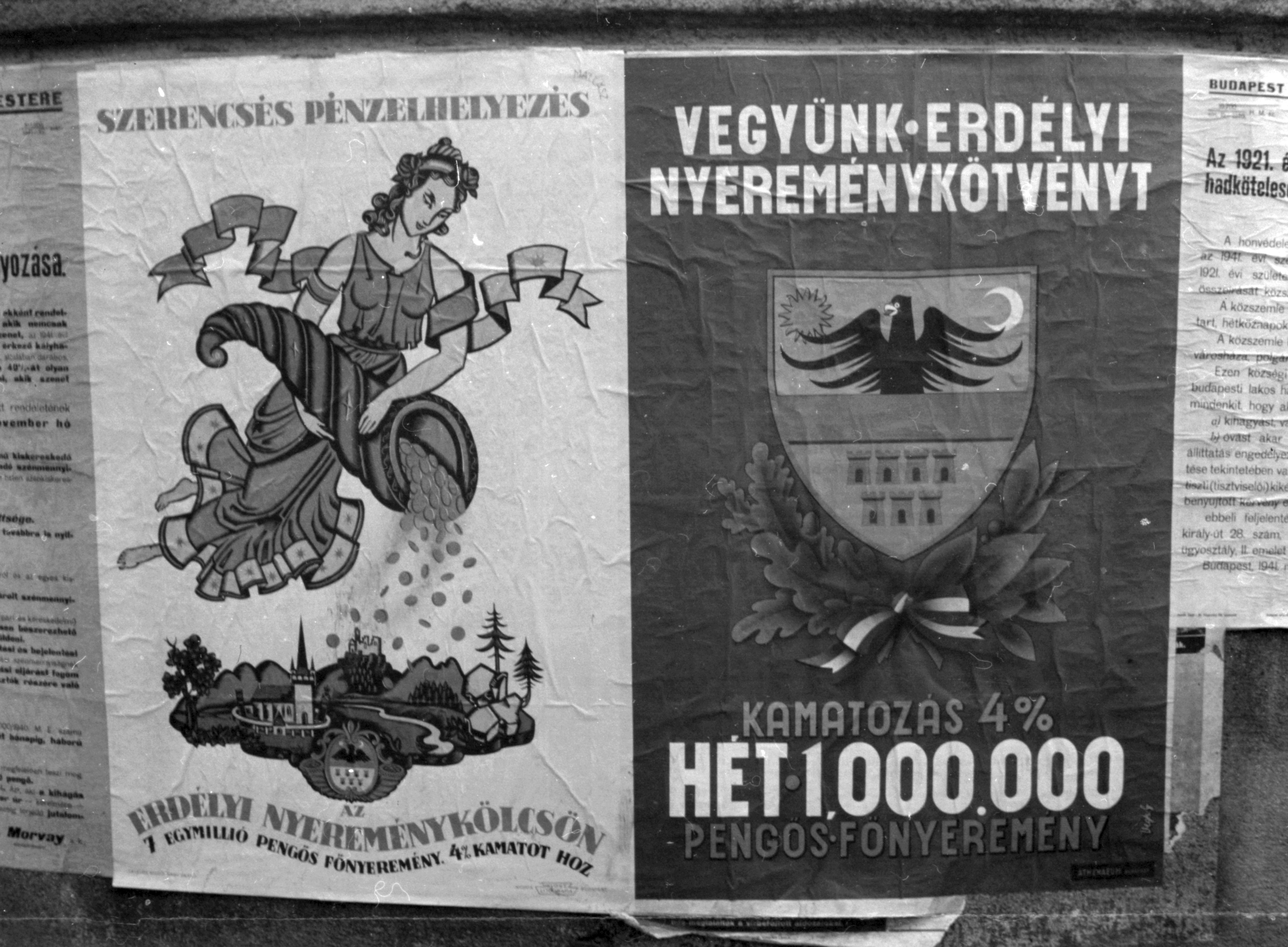
Affiche publicitaire pour un prêt de la loterie de Transsylvanie, G. Mallasz, 1941 (à gauche).

Le 25 juin 1943, au cours de leurs discussions quotidiennes, alors que Gitta présente ses réflexions à Hanna, celle-ci avertit : « Attention ! Ce n'est plus moi qui parle ! ». Commencent alors les Dialogues avec l'ange : 17 mois d’un enseignement spirituel reçu et transmis par Hanna, qui s’achèvera dans un ancien collège transformé en atelier de confection militaire pour tenter de sauver plus d'une centaine de femmes et d'enfants juifs.
Alors que l’étau nazi finit par toucher la Hongrie en mars 1944, Joseph est déporté le 3 juin et Hanna et Lili partiront le 2 décembre à Ravensbrück. Ils ne reviendront pas. Gitta se retrouve seule avec les cahiers où sont transcrits les enseignements.

### 1945-1960
Après la fin de la guerre, alors que la Hongrie se retrouve derrière le rideau de fer, Gitta Mallasz ouvre un nouvel atelier 4 rue Batthyányi à Budapest et devient dessinatrice de costumes et interprète du Állami Népi Együttes (hu) (Ensemble folklorique national), de Miklos Rabai (hu). De ces années-là, malgré sa réussite professionnelle, elle dira qu’elle était comme un cadavre ambulant. En 1960, elle « choisit la liberté » et s'installe en France.

### 1960-1992
Afin que sa famille ne soit pas persécutée, elle contracte un mariage blanc qui deviendra un mariage d’amour avec Laci Walder, un juif communiste, ancien des Brigades internationales. Le 27 septembre 1967, elle obtient la nationalité française. Avec son mari, Hélène Boyer[Qui ?] et de nombreux amis, elle s’attelle à la traduction de ses notes pour un livre qui sera publié sous le titre Dialogues avec l'ange. L’écrivain Claude Mettra, producteur à France Culture, consacre le 22 mars 1976 une émission à Gitta Mallasz et à son aventure spirituelle. Dans la foulée, le texte est publié chez Aubier. Une Radioscopie de Jacques Chancel le 10 mars 1977 fait connaître l’ouvrage auprès du grand public,.
Elle est invitée en 1979 en tant qu'observateur au colloque de Cordoue, Science et conscience. Les deux lectures de l'univers, par Michel Cazenave qui indiquera plus tard que l'idée du colloque lui avait été inspirée par « son cas ».
Les années passent. Son mari Laci Walder meurt en 1982. Gitta Mallasz se refuse obstinément à devenir gourou alors que tout l’y invite. Mais en juin 1983, une invitation pour une conférence à l'Institut C. G. Jung de Zurich fait déclic : dès lors, Gitta Mallasz consacrera le reste de sa vie à commenter les Dialogues avec l'ange, et à mettre en garde contre les mauvaises interprétations, soit au cours de conférences, soit par des livres de commentaires.
En 1988, un grave accident lui casse les deux poignets. Elle quitte alors sa petite maison du Périgord pour aller vivre à Tartaras (commune d'Ampuis), dans les vignes de la Côte-Rôtie, auprès de Patricia et Bernard Montaud, avec lesquels elle a noué une grande amitié. Depuis 1985, c'est ce dernier qui organise ses conférences. Elle y vivra ses dernières années paisiblement, écrivant ses derniers livres et continuant à transmettre l'enseignement des Dialogues avec l'ange.
Elle meurt le 25 mai 1992. Ses cendres sont dispersées dans le Rhône. Comme ses amis d'antan, elle n’aura pas de sépulture.

## Œuvre artistique
Gitta Mallasz exerce d'abord au sein de l'atelier d'arts graphiques et décoratifs d'Hanna Dallos à Budapest. Elle y réalise affiches et documents publicitaires ou touristiques et illustre livres et cartes de vœux. Après guerre, elle fonde son propre atelier qui réalise une large gamme de travaux. 
Dans les années cinquante, elle travaille pour l'ensemble folklorique de l'état hongrois où elle dessine les costumes. En France, dans les années soixante, elle illustre des pochettes de disque et des livres pour enfants et peint des meubles dans la plus pure tradition hongroise.

### Livres illustrés par Gitta Mallasz
- Ernő Urbán (hu), A piros csillag meséje (Conte de l’étoile rouge), 1945
- Ernő Urbán, Kikelet, Budapest, Szikra Kiadás, 1946
- Rezső Varjasi, Rhapsodie hongroise. L'ensemble populaire de l'État hongrois, Budapest, Corvina, 1956
- Marcelle Vérité, Lala le petit Koala, Casterman, 1970
- Dominique Rollin, Le fauteuil magique, Casterman, 1971[4]
- Bernard Montaud, Le nours, La Baume-Cornillane, Edit'as, 1998  (ISBN 978-2911591020)

## Ouvrages
- Édition intégrale, revue par Dominique Raoul-Duval : Gitta Mallasz et Hélène Boyer (traduction), Dialogues avec l'ange : éd. intégrale, Paris, Aubier, 1990, 396 p. (ISBN 2-7007-2833-5)
  - Première édition : Gitta Mallasz (traduction et commentaires) et Hélène Boyer (traduction) (préf. Claude Mettra), Dialogues avec l'ange : Les quatre messagers, Paris, Aubier-Montaigne, 1976 (ISBN 2-7007-0052-X)[17]
- avec Françoise Maupin, Les Dialogues tels que je les ai vécus, Aubier, Paris, 1984  (ISBN 2-7007-0378-2)
- avec Roger Bret, Les Dialogues, ou l'enfant né sans parents, Aubier, Paris, 1986  (ISBN 2-7007-2630-8)
- avec Dominique Raoul-Duval, Les Dialogues, ou le saut dans l'inconnu, Aubier, Paris, 1989  (ISBN 2-7007-2816-5)
- avec Dominique Raoul-Duval, Petits Dialogues d'hier et d'aujourd'hui, Aubier, Paris, 1991  (ISBN 2-7007-2841-6)
- entretiens avec Bernard et Patricia Montaud, Quand l'ange s'en mêle, Dervy, Paris, 1990  (ISBN 2-85076-321-7) (et 1993  (ISBN 2-8507-6591-0))[5]

## Résultats sportifs
Elle a été une pionnière de la natation féminine hongroise, et en dos crawlé féminin a été la première Hongroise à avoir une réputation internationale.
Elle a été membre du Ferencváros TC de 1927 à 1935, et membre de l'équipe nationale féminine de 1929 à 1934 :

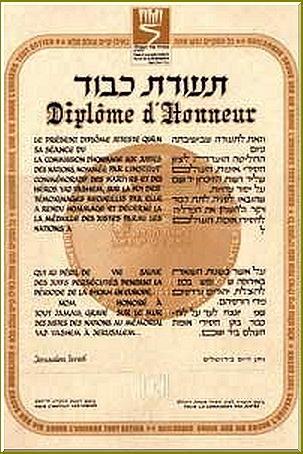
Diplôme Juste parmi les Nations en français.

- en 1930 elle détient les records de Hongrie de 100 m dos (1’28”8) et de 200 m dos (3’19”0) ;
- aux Championnats d'Europe de natation 1931 à Paris : médaille de bronze du 4×100 m nage libre en relais ;
- championne de Hongrie de natation 1931 100 m dos et 4×100 m nage libre ;
- championne de Hongrie de natation 1932 100 m dos et nage en eau libre ;
- championne de Hongrie de natation 1933 100 m dos ;
- championne de Hongrie de natation 1934 4×100 m nage libre[18].

## Distinctions honorifiques
Gitta Mallasz a été reconnue Juste parmi les nations au nom de l'État d'Israël en juin 2011 pour avoir sauvé plus d’une centaine de femmes et des dizaines d’enfants juifs à Budapest en 1944 dans l'atelier de confection militaire qu'elle avait accepté de diriger, à la demande d'un prêtre, le père Klinda, pour protéger ses amies,.